# 제4남견함대
제4남견함대(第四南遣艦隊 다이욘난켄칸타이[*])는 일본 제국 해군의 함대이다.

## 역사
1943년, 오스트레일리아로 탈출한 맥아더의 지휘부는 서남태평양 지역을 편성하고 필리핀을 되찾을 준비를 하였다. 10월 30일, 이나미 고레치카 중장이 이끄는 제2방면군로 북쪽으로 옮겨가고 11월 30일, 일본 제국 해군은 제26특별근거지대를 창설하였다. 11월 30일, 뉴기니섬 해역의 관할 함대인 제2남견함대를 분할하여, 제4남견함대를 창설하고 야마가타 세이고 중장을 함대 사령장관에 임명한 뒤, 동부방면의 방위를 맡겼다.
제4남견함대의 사령부는 암본섬에 두었다. 순다 열도나 반다해 주변 섬의 방위를 맡았다. 1944년 초에 제4남견함대에서 서뉴기니에 증원부대를 보낼 것을 결정하고 5월에 제9함대의 본거지인 훌란디아가 함락되기 전에 편제를 막 마친 제28특별근거지대를 비아크섬으로 파견하였으나, 반년간의 공성전 끝에 옥쇄하였다. 그 후, 연합군은 필리핀에 상륙하였기에 제4남견함대는 낙오되었다.
1945년 2월 5일, 제10방면함대 신편 당시, 일본 육군과 해군은 "南方方面作戦に関する陸海軍中央協定 난포보에이 사쿠센니 칸스루 리쿠군 카이군 쿄테이[*]→남방방면작전에 관한 육군 해군 중앙 협정"을 맺었다. 남방군은 육상방위에 한정하여 제10방면함대와 제4남견함대를 지휘하게 되었다. 3월 10일, 제4남견함대는 폐지되고 제25, 26, 27특별근거지대는 제10방면함대로 전속하였다.
야마카타 세이고 중장은 내지로 귀환하기 위해 수송기를 타고 있었으나, 실종되었다.

## 지휘부

### 사령장관
| #    | 계급 | 성명            | 취임일           | 이임일          |                                       |
| ---- | ---- | --------------- | ---------------- | --------------- | ------------------------------------- |
| 초대 | 중장 | 야마가타 세이고 | 1943년 11월 30일 | 1945년 3월 10일 | 내지 귀환 중, 탑승한 수송기가 실종됨. |

### 참모장
| #    | 계급 | 성명            | 취임일           | 이임일          | 겸임 |
| ---- | ---- | --------------- | ---------------- | --------------- | ---- |
| 초대 | 소장 | 오카다 다메쓰구 | 1943년 11월 30일 | 1945년 3월 10일 |      |

## 전투 서열
- 일본 제국 해군의 전투 서열 (1944년 4월 1일)#제4남견함대, 전시편제제도 개정 이후
- 일본 제국 해군의 전투 서열 (1944년 8월 15일)#제4남견함대, 마리아나 해전 이후
- 일본 제국 해군의 전투 서열 (1945년 3월 1일)#제4남견함대, 기쿠스이 작전 직전

### 1943년 11월 30일
- 직속: 이쓰쿠시마[5]
- 부속: 제934항공대, 2개 방공대, 제232설상대
- 제24근거지대 (순다 열도 방위) - 플로레스섬
  - 기지, 가사사키
  - 제4경비대 - 티모르섬
  - 제6경비대 - 숨바섬, 플로레스섬
- 제25특별근거지대 (스람섬 방위) - 암본
  - 와카타카, 제125호 구잠정
  - 제7, 20경비대 - 스람섬
  - 제24, 25통신대 - 타님바 제도
- 제26특별근거지대 (할마헤라섬 방위) - 카우
  - 아오타카
  - 제18경비대 - 마노콰리

## 기록

### 소속
1. 제10방면함대, 1945년 2월 5일

### 참전
- 서뉴기니 전역

## 참고

### 인용
1. ↑  戦史叢書92 1976, 164-165쪽第四南遣艦隊の編成
2. ↑  戦史叢書102 1980, 11-30쪽.
3. 1 2  戦史叢書102 1980, 530쪽.
4. ↑  城英一郎日記 1982, 348쪽(昭和18年)一一月三〇日(火)晴、54°F／一四〇〇、新補式。山県〔正郷〕中将、4KF(長官)
5. 1 2  戦史叢書92 1976, 165a쪽.
6. ↑  戦史叢書102 1980, 281-282쪽.
7. ↑  戦史叢書102 1980, 288쪽, 昭和20年(1945年)3月10日.

### 자료
- 城英一郎 (1982년 2월).  野村実, 편집. 《侍従武官　城英一郎日記》. 近代日本史料選書 (일본어). 山川出版社.
- 多比良長好 (1976년 1월). 《南西方面陸軍作戦 マレー・蘭印の防衛》. 戦史叢書 (일본어) 92. 朝雲新聞社.
- 末国正雄; 伊藤常男 (1980년 1월). 《陸海軍年表 付・兵器・兵語の解説》. 戦史叢書 (일본어) 102. 朝雲新聞社.